# Poltys nigrinus
Poltys nigrinus là một loài nhện trong họ Araneidae.
Loài này thuộc chi Poltys. Poltys nigrinus được Kendo Saito miêu tả năm 1933.